# 北海道教育大学の人物一覧
北海道教育大学の人物一覧（ほっかいどうきょういくだいがくのじんぶついちらん）は、北海道教育大学に関係する人物の一覧記事。

## 著名な教職員
- 青山眞二 - 特別支援教育
- 安達潤 - 特別支援教育
- 遠藤芳信 - 教育方法学、日本軍政史
- 尾関俊浩 - 雪氷災害科学、雪氷物理学
- 小野寺基史 - 特別支援教育
- 木村賢一 - 発生生物学
- 木村謙二 - 特殊児童心理学
- 鹿内信善 -教育心理学
- 庄井良信 - 臨床教育学
- 千賀愛 - 特別支援教育
- 谷本聡子 - ピアニスト
- 中村太一 (歴史学者) - 日本古代史
- 夏井春喜 - 歴史学者（東洋史）
- 並川寛司 - 植物学者
- 濱地秀行 - 経済学
- 平野直己 - 臨床心理学
- 森田みゆき - 家政学者、教育学者、化学者、工学者
- 山本光朗 - 歴史学者

## 主な出身者

### 政界
- 石井郁子 - 元衆議院議員（日本共産党所属）
- 池田隆一 - 元北海道議会議員、元衆議院議員、元小樽市議会議員
- 伊東良孝 - 衆議院議員、内閣府特命担当大臣、元北海道釧路市長、元北海道議会議員、元釧路市議会議員
- 勝部賢志 - 参議院議員（立憲民主党所属）、元北海道議会議員
- 川村清一 - 元参議院議員、元北海道議会議員
- 菅野久光 - 元参議院議員、第23代参議院副議長
- 斉藤節 - 化学者、元衆議院議員（公明党所属）
- 多原香里 - 政治活動家、歴史学者、元新党大地副代表
- 手代木隆吉 - 元弁護士、元衆議院議員
- 永井勝次郎 - 元衆議院議員（日本社会党所属）、元北海道議会議員
- 畠山和也 - 元衆議院議員（日本共産党所属）
- 森屋宏 - 参議院議員（自由民主党所属）、内閣官房副長官(第2次岸田第２次改造内閣)、第118代山梨県議会議長
- 横路節雄 - 元衆議院議員（日本社会党所属）、元北海道議会議員

#### 首長
- 安達悦二郎 - 元北海道遠軽町長
- 後藤好人 - 北海道江別市長
- 小林和男 - 元北海道三笠市長
- 小松田清 - 北海道中富良野町長
- 高島温厚 - 元北海道小清水町長
- 原田與作（中退） - 元北海道札幌市長
- 森井秀明 - 元北海道小樽市長

### 経済
- 藤井英雄 - 出前館社長、元楽天マート副社長

### 法曹
- 斎藤陽子 - 弁護士

### 研究者・学者
- 青山一二 - 元釧路短期大学学長、元釧路市教育長
- 伊藤章 - アメリカ文学者、北海道大学名誉教授、北星学園大学元教授
- 岩佐茂 - 哲学者、一橋大学名誉教授、元日本科学者会議事務局長
- 臼井博 - 心理学者、北海道教育大学名誉教授、札幌学院大学元教授
- 宇田川洋 - 考古学者、東京大学名誉教授
- 小野哲雄 - 情報工学者、北海道大学大学院情報科学研究院教授
- 追塩千尋 - 歴史学者、北海学園大学教授
- 木村謙二 - 稚内北星学園大学元学長
- 後藤ひとみ - 教育学者、愛知教育大学学長
- 関口明 - 札幌国際大学元教授
- 千葉卓 - 法学者、北海学園大学名誉教授
- 中川かず子 - 日本語教育学者、北海学園大学名誉教授
- 藤村久和 - 民俗学者、北海学園大学名誉教授
- 山内亮史 - 社会学者、学校法人旭川大学理事長、旭川大学学長、旭川大学短期大学部学長
- 山田雅博 - 数学者、岐阜大学教授
- 和野内崇弘 - 教育学者、学校法人札幌国際大学元理事長
- 高坂克巳（中退） - UFO研究家、竹内文書研究家、作家
- 山谷敬三郎 - 北翔大学及び北翔大学短期大学部学長

### 文学
- 石塚喜久三 - 小説家
- 入江好之 - 詩人
- 岩木誠一郎 - 詩人
- 鈴木牛後 - 俳人
- 高橋揆一郎 - 小説家（中退）
- 成田智志 - 作家
- 原子修 - 詩人
- 春山希義 - 小説家
- 柳澤美晴 - 歌人

### 芸術
- 阿部典英 - 造形作家
- 井岡雅宏 - アニメーション美術監督
- 市川春子 - 漫画家
- 宇木敦哉 - アニメーション監督、漫画家
- 岡部昌生 - 美術家
- 小川東洲 - 書家
- 金田心象 - 書家
- キムラ真 - 演出家
- 笹川敏幸 - 作曲家（中退）
- 佐々木倫子 - 漫画家
- 佐藤直樹 - アートディレクター
- 手島圭三郎 - 版画家・絵本作家
- 寺長根ミカ - 音楽家・ピアニスト
- 豊島輝彦 - 画家
- 中川学 - 漫画家
- 中野北溟 - 書家
- 安田侃 - 彫刻家
- 酒井由紀子 - ピアニスト
- 谷本憲治 - 写真家
- mebae - アニメーター、イラストレーター
- 水原洋 - ギター製作家
- 安田祐子 - 画家

### 芸能
- 佐々木幸男 - シンガーソングライター
- m.c.A・T - ミュージシャン、音楽プロデューサー
- 三遊亭道楽 - 落語家
- 増沢望 - 俳優
- いなむら一志 - シンガーソングライター
- ALvino翔太 - ミュージシャン
- 杉森茜 - ダンサー、タレント
- 畠山典之 - ミュージカル俳優
- 大清水ツアー - お笑い芸人
- ひのき屋 - 函館市を拠点とするバンド

### スポーツ
- 阿部陽輔 - サッカー選手
- 伊藤佳奈恵 - 元陸上競技選手
- 石田威仁 - 元野球選手、旭川大学コーチ
- 小野真澄 - 元陸上競技選手
- 深井祐希 - サッカー選手、アスルクラロ沼津
- 藤田聖吾 - サッカー指導者、アビスパ福岡コーチ（分析担当）
- 竹内清弥 - サッカー指導者、北海道コンサドーレ札幌コーチ
- 仁平美来 - カーリング選手
- 山本鉄弥 - 高校野球指導者
- 佐藤千尋 - 女子プロ野球・ノースレイア
- 齊藤誠人 - 埼玉西武ライオンズ選手
- 上原拓郎 - サッカー選手

### マスコミ
- 片山雅子 - フリーアナウンサー
- 有江活子 - NHKラジオセンターの専属契約キャスター
- 管野暢昭 - 北海道放送アナウンサー
- 田久保諭 - 琉球放送アナウンサー
- 田辺桃菜 - 北海道文化放送アナウンサー

### その他
- 唐川和彦 - 学校教育研究家、臨床教育研究家、催眠療法士、心理カウンセラー
- 小坂佐久馬 - 昭和期の出版事業家、教育出版2代目社長

- 牧口常三郎 - 創価学会（当時・創価教育学会）初代会長